# ×Aegilotriticum
×Aegilotriticum là một chi thực vật có hoa trong họ Hòa thảo (Poaceae). Chúng là kết quả của phép lai giữa các loài thuộc hai chi cỏ riêng biệt, Aegilops (cỏ dê) và Triticum (lúa mì). Loại lai giữa các dòng này khá hiếm, và được biểu thị bằng ký hiệu nhân trước tên. Tên Aegilotriticum là một ví dụ về từ portmanteau, là sự kết hợp giữa tên của hai cha mẹ. Chi này có ít nhất 7 loài.

## Loài
Chi ×Aegilotriticum gồm các loài:
1. × Aegilotriticum erebunii (Gandilyan) van Slageren
2. × Aegilotriticum grenieri (C.Richt.) P.Fourn
3. × Aegilotriticum langeanum (Amo) van Slageren
4. × Aegilotriticum rodetii (Trab.) van Slageren
5. × Aegilotriticum sancti-andreae (Degen) Soó
6. × Aegilotriticum speltiforme (Jord.) van Slageren
7. × Aegilotriticum triticoides (Req. ex Bertol.) van Slageren